# Landschaftsschutzgebiet Freiflächen um Heddinghausen

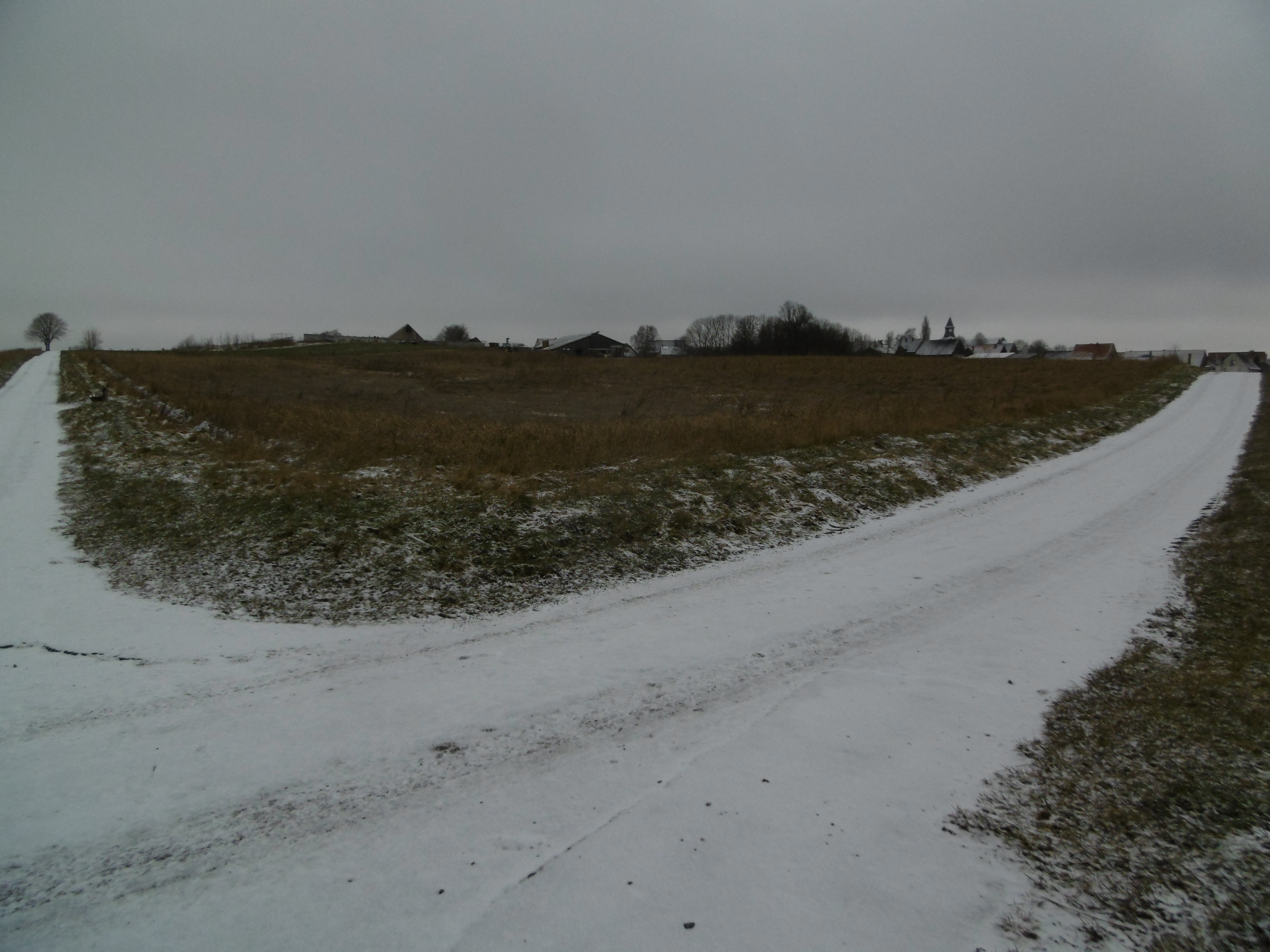
Landschaftsschutzgebiet Freiflächen um Heddinghausen

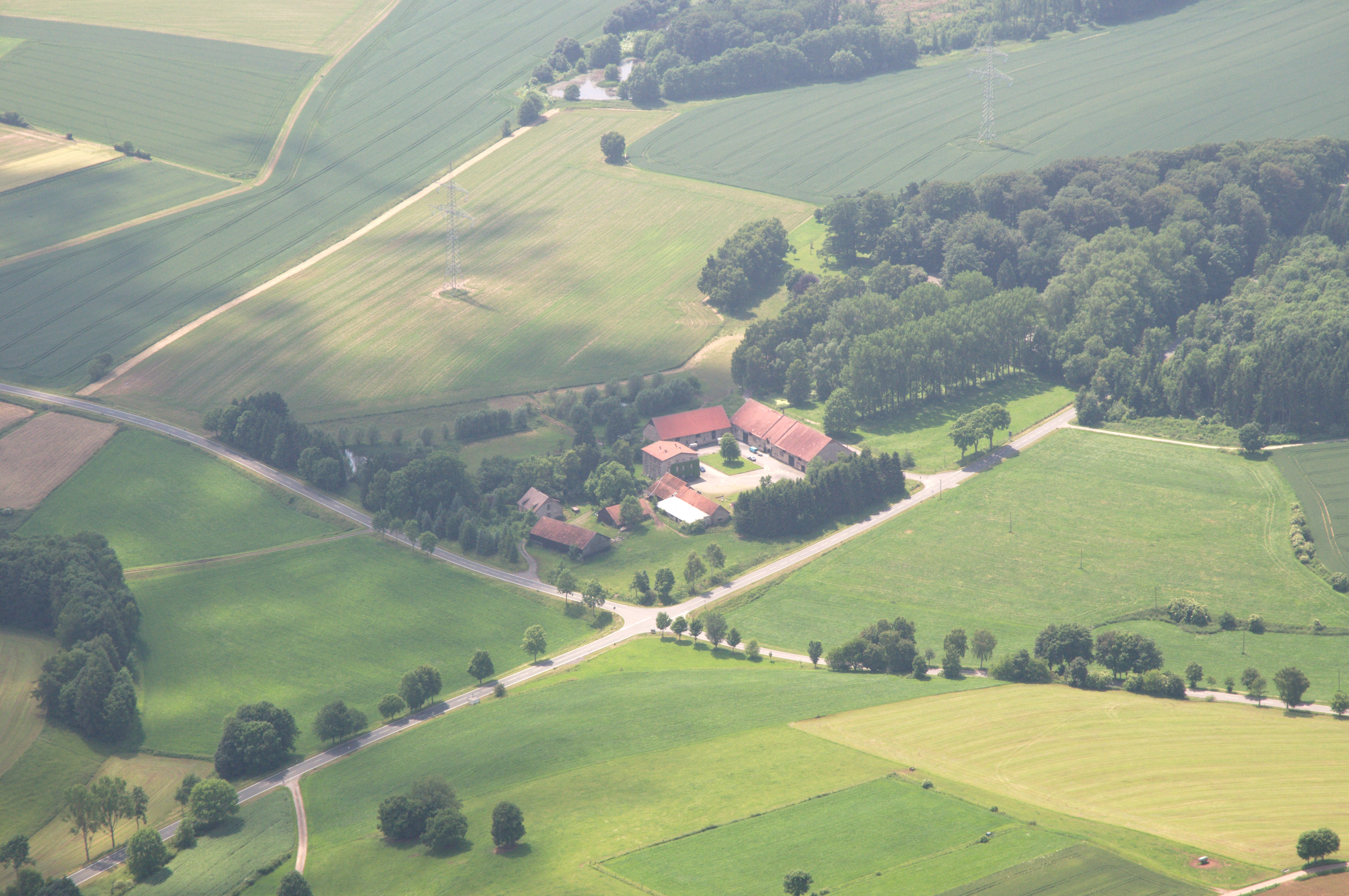
Auch die Flächen um das denkmalgeschützte Gut Forst gehören zum LSG

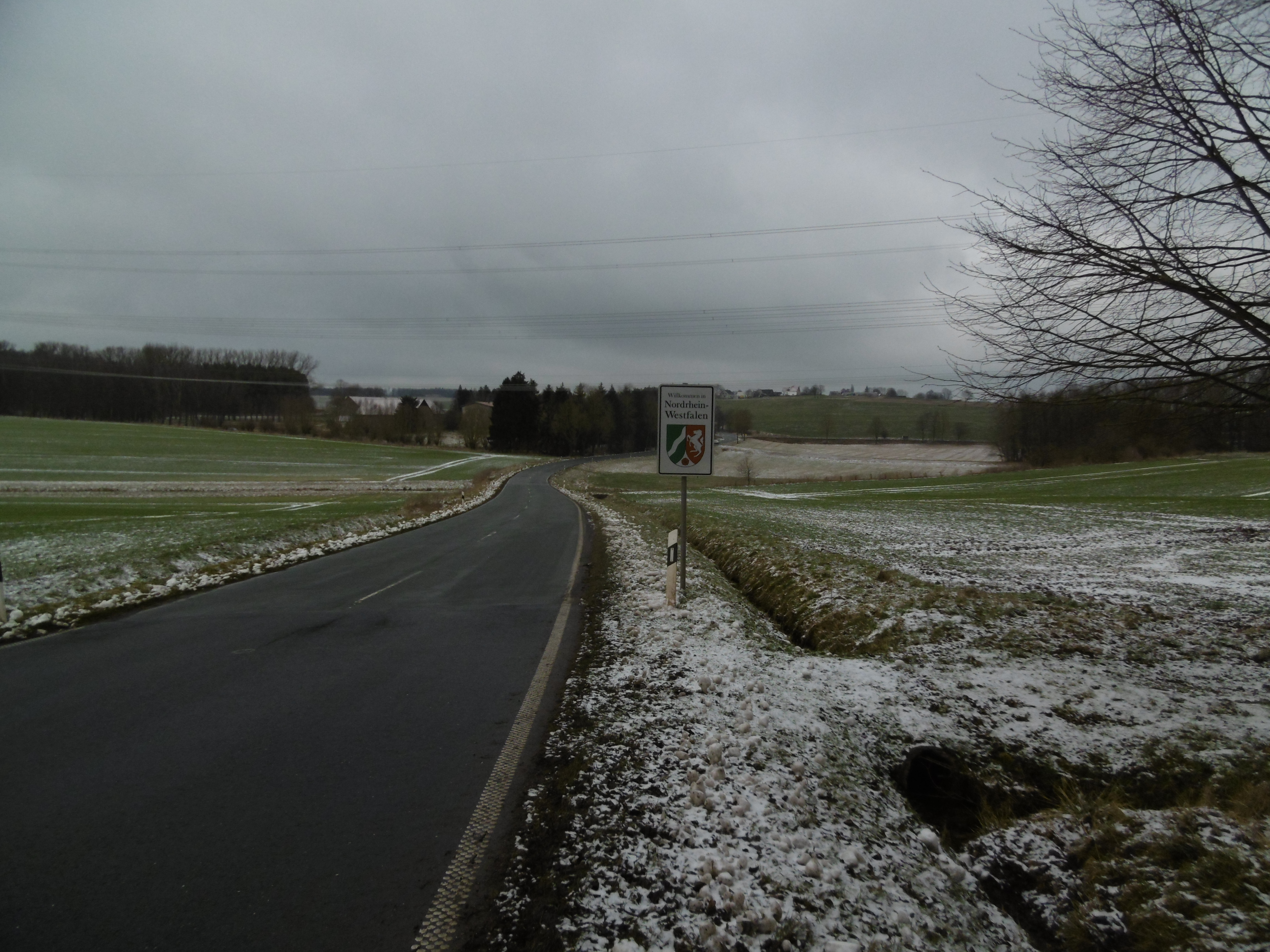
Südbereich vom LSG

Das Landschaftsschutzgebiet Freiflächen um Heddinghausen mit 200,84 ha liegt im Stadtgebiet von Marsberg und im Hochsauerlandkreis. Das Gebiet wurde 2008 mit dem Landschaftsplan Marsberg durch den Kreistag des Hochsauerlandkreises als Landschaftsschutzgebiet (LSG) ausgewiesen. Das LSG wurde als Landschaftsplangebiet vom Typ B, Ortsrandlagen, Offenland- und Kulturlandschutz, ausgewiesen. Im  Süden grenzt das Naturschutzgebiet Klebberg und, südlich Gut Forst, die Landesgrenze zu Hessen an das LSG.

## Beschreibung
Das LSG liegt um Heddinghausen und geht bis an den Dorfrand. Im LSG befinden sich landwirtschaftliche Offenlandbereiche. Um Heddinghausen liegt noch ein Gehölzgürtel mit Obstwiesen und großkronigen Laubbäumen. Randlich liegen wertvolle Landschaftselemente, die als Naturdenkmal ausgewiesen wurden. Als zusätzliches Gebot sollen die Obstbäume bis zu ihrem natürlichen Abgang erhalten werden. Als zusätzliche Entwicklungsmaßnahme führt der Landschaftsplan auf, dass die Obstwiesen durch Neuanpflanzungen bei größeren Bestandslücken ergänzt werden sollen.

## Schutzzweck
Die Ausweisung erfolgte zur Sicherung der Vielfalt und Eigenart der Landschaft im Nahbereich der Ortslagen und der alten landwirtschaftlichen Vorranggebiete durch Offenhaltung, ferner wegen der besonderen Bedeutung für die Erholung.

## Rechtliche Vorschriften
Wie in den anderen Landschaftsschutzgebieten im Stadtgebiet besteht im LSG ein Verbot, Bauwerke zu errichten. Vom Verbot ausgenommen sind Bauvorhaben für Gartenbaubetriebe, Land- und Forstwirtschaft. Die Untere Naturschutzbehörde kann Ausnahmegenehmigungen für Bauten aller Art erteilen. Wie in den anderen Landschaftsschutzgebieten vom Typ B in Meschede besteht im LSG ein Verbot der Erstaufforstung sowie ein Verbot, Weihnachtsbaum-, Schmuckreisig- und Baumschul-Kulturen anzulegen.
Es besteht, wie in anderen Landschaftsschutzgebieten vom Typ B in Marsberg, das Gebot, das LSG durch landwirtschaftliche Nutzung oder geeignete Pflegemaßnahmen von Bewaldung frei zu halten. Zusätzlich besteht im Landschaftsschutzgebiet Freiflächen um Heddinghausen das Gebot, Obstbäume bis zu ihrem natürlichen Abgang zu erhalten.